# ميجا مان إكستريم 2
ميجا مان إكستريم 2 (بالإنجليزية: Mega Man Xtreme 2)‏ ، وتسمى في النسخة اليابانية روك مان إكس 2: سول إريسر (Rockman X2: Soul Eraser) (باليابانية: ロックマンX2 ソウルイレイザー) ، هي لعبة فيديو إلكترونية من نوع أكشن ومنصات ، أنتجت سنة 2001م.